# 平戸記
『平戸記』（へいこき）は正二位民部卿平経高が記した日記。『経高卿記』とも。平姓と民部卿の唐名「戸部尚書」を書名の由来とする。

## 概要
内閣文庫に22冊が所蔵されており、史料大成にも収録されている。経高の自筆本は消失してしまっており、現存するのは写本のみである。写本はいくつか存在するが、南北朝時代に成立した伏見宮本と呼ばれる全九巻の写本 (宮内庁書陵部所蔵) が最も信頼性が高いとされる。
また、江戸時代に作成された写本が東山御文庫に収録されている。
現存する内容は嘉禄3年（1227年）から寛元4年（1246年）までをカバーしている。欠落が多数見られ、記述は断片的であるものの、鎌倉時代前期の時代の流れを描いた史料は少なく、価値は高いとされる。経高が民部卿に就任した直後の記録が、最も保存状態が良好である。
経高の広汎な知識が反映され、控訴制度に関する深湛な記述が多く、鎌倉時代の法の研究に役立っている。『吾妻鏡』をはじめとする他の史料で欠損している年代も補填しており、交渉をはじめとする公武の関係に関する記述も豊富であるため、鎌倉時代前期の京都の朝議や政局、朝廷の視点から見た幕府などを検証、研究するための史料としても重宝される。